# 水揚げ (花街)
水揚げとは江戸時代から売春防止法施行以前の時代に芸妓、遊女が初めて客と寝所にて接することであった。そのとき処女を喪失することになっていた（水揚げと称して複数の客から金銭を稼ぐこともあった）。
その語の由来には
- 商人が荷物を舟より下ろして初めて店頭に出すことを「みずあげ」と言ったことにちなんだ
- 万葉時代には処女を「未通女」（おとめ）と呼んだので、未だ男性に逢わない若い女性を「揚げる」ため、「未通揚げ」

等様々な説がある。

## 概要
遊女の場合禿（かむろ）が新造を経て一人前のお披露目をした後初めて客と同衾することであった。この水揚げを通して、遊女は一人前となり事実上お客をとるようになる。
芸妓の場合はそれまでの年少芸妓、見習い芸妓の立場から、一人前の芸妓になる通過儀礼的な側面が強かった。それに続いて特定の旦那を持つ、という段階を踏むことが多かった。
水揚げに選ばれる客は、その道に熟達した通人（つうじん）の中から特に財力の豊かな者が、抱主の依頼に応じたり、その承認のもとに自薦したりしてこの任に当たるのが常であった。
現在、芸妓は、初めて旦那を持つ場合が（といっても、現代ではほとんどそのようなことはない）事実上の「水揚げ」とされる場合がある。その起源は、初夜権に由来し、民間の類似の風習、その遺風とみなすべき行事は中山太郎『売笑三千年史』にある。また、水祝いと関係があるらしい。

## 京都の事例
京都の舞妓は、水揚げが済むと、髪型をそれまでの割れしのぶからおふくに結い替えた。ちなみにおふくは芸妓では無く、あくまでも舞妓の髪型である。水揚げ後の舞妓は、おふくから、勝山、奴島田、舞妓最後の髪型である先笄を経て、芸妓となった。12・3歳にして水揚げを経験していた舞妓もいたという。
現在、京都の舞妓の水揚げは、色事抜きで割れしのぶからおふくへと髪型を替える、事実上の髷替えとされることがある。
また、舞妓から芸妓になる襟替えにも、色事はともなわない、とされることがある。

## 吉原芸者の事例
体を売ることと、芸を売ることが厳しく峻別されていた吉原では、芸者が一人前の芸者になるにあたって、水揚げされることは無かった。